# Miklós Szilvásy

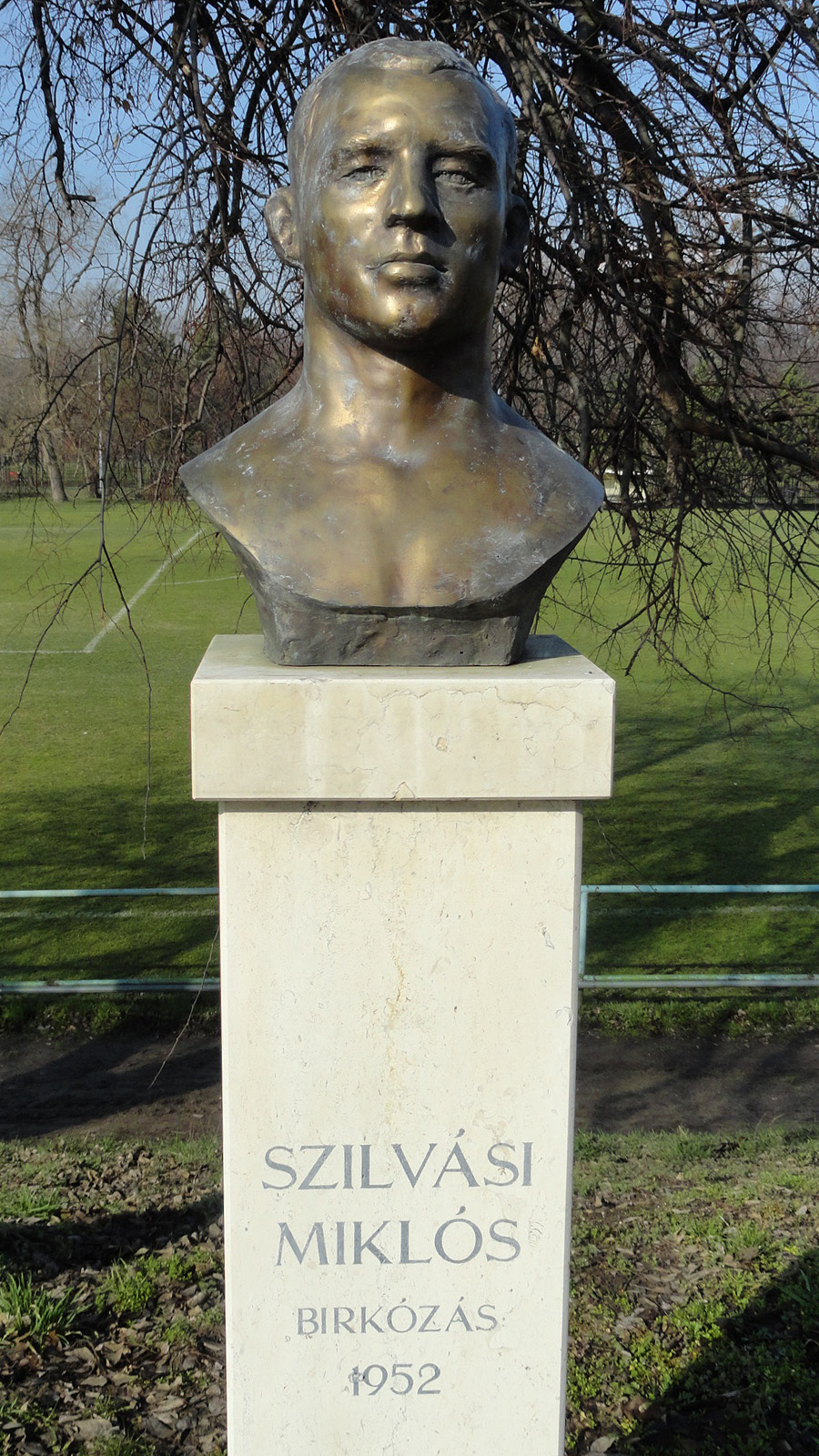
Büste von Miklós Szilvásy

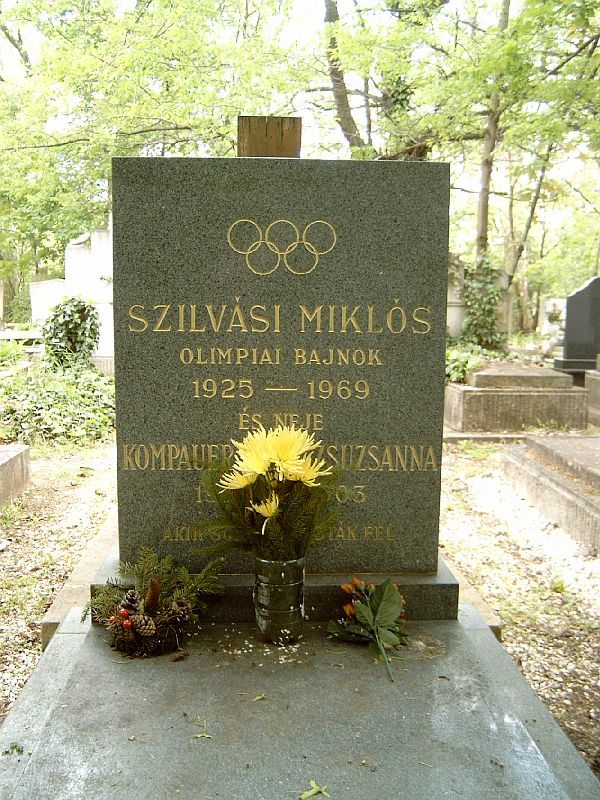
Das Grab von Miklós Szilvásy auf dem Budapester Friedhof Új köztemető

Miklós Szilvásy (manchmal Szilvási geschrieben; * 5. Dezember 1925 in Marianosztra; † 24. Mai 1969 in Budapest) war ein ungarischer Ringer. Er war Olympiasieger 1952 im griechisch-römischen Stil im Weltergewicht.

## Werdegang
Miklós Szilvásy begann 1942 beim Budapesti Vasutas Sport Club (BVSC) mit dem Ringen. Er konzentrierte sich dabei in erster Linie auf den griechisch-römischen Stil, war aber auch im freien Stil zu Hause. 1946 wurde er erstmals ungarischer Meister im griechisch-römischen Stil im Leichtgewicht. Kurz nach dem Krieg war er in Budapest in die Polizei eingetreten. Noch während der Ausbildung erlitt er dabei während des Dienstes eine schwere Schussverletzung in ein Bein. Nach längerer Genesungszeit konnte er aber 1947 schon wieder ringen und wurde in diesem Jahr erneut ungarischer Meister im Weltergewicht. In diesem Jahre wurde er auch in die ungarische Ringer-Nationalmannschaft aufgenommen, in der Mihály Matura Trainer war. Im Laufe seiner Karriere startete er auch noch für weitere Budapester Ringervereine wie Újpest Dózsa, Ferencváros Budapest und Dózsa Sport Egyesület.
1947 begann auch die internationale Ringerkarriere von Miklós Szilvásy. Er startete bei der Europameisterschaft im griechisch-römischen Stil in Prag und kam dort hinter Yaşar Doğu aus der Türkei, Gösta Andersson, Schweden und Nikolai Kotscharski, Sowjetunion, auf einen guten 4. Platz.
1948 war er erstmals bei Olympischen Spielen am Start. In London rang er im Weltergewicht im griechisch-römischen Stil. Er siegte dort fünfmal und unterlag erst im Endkampf gegen Gösta Andersson, der damit vor ihm Olympiasieger wurde. Der Gewinn der Silbermedaille war aber für Miklós Szilvásy ein großer Erfolg.
Bei der Weltmeisterschaft 1950 in Stockholm gewann er zwei Kämpfe, verlor aber gegen Gösta Andersson und den Überraschungsmann Matti Siimanainen aus Finnland, der vor Celal Atik aus der Türkei und Andersson Weltmeister wurde. Miklós Szilvásy kam auf den 5. Platz.
Bei den Olympischen Spielen 1952 in Helsinki gelang Miklós Szilvásy dann der ganz große Erfolg. Er wurde im Weltergewicht, griechisch-römischer Stil, Olympiasieger mit fünf Siegen. Im entscheidenden Kampf um die Goldmedaille bezwang er Gösta Andersson. Vorher hatte er unter anderem auch gegen den Deutschen Anton Mackowiak gewonnen.
Bei der Weltmeisterschaft 1953 in Neapel gewann er dann seine letzte Medaille bei einer internationalen Meisterschaft. Er besiegte dabei die starken Ringer Per Berlin aus Schweden, Marin Belușica aus Rumänien und Franco Benedetti aus Italien. Im Finale konnte er aber gegen den sowjetischen Ringer Georgi Chatvorjan eine Niederlage nicht vermeiden. Er belegte damit den 2. Platz.
Bei der Weltmeisterschaft 1955 in Karlsruhe gewann Miklós Szilvásy über Vladislav Sekal aus der Tschechoslowakei und Oddvar Vargset aus Norwegen nach Punkten und musste dann aber nach einer Niederlage gegen Wladimir Manejew aus der UdSSR wegen des Erreichens von fünf Fehlpunkten ausscheiden. Er kam damit in der Endabrechnung nur auf den 9. Platz. Er war dann auch noch bei den Olympischen Spielen 1956 in Melbourne am Start. Mit nur einem Sieg über den US-Amerikaner Holt kam er in Melbourne bei 12 Teilnehmern auf den 7. Platz.
Danach beendete er seine internationale Ringerlaufbahn. Er war danach als Ringertrainer in Budapest tätig, ist aber 1969 im Alter von 43 Jahren verstorben.

## Internationale Erfolge
(OS = Olympische Spiele, WM = Weltmeisterschaft, EM = Europameisterschaft, GR = griech.-röm. Stil, F = Freistil, Le = Leichtgewicht, We = Weltergewicht, Mi = Mittelgewicht, damals bis 67 kg, 73 kg u. 79 kg Körpergewicht)
- 1947, 4. Platz, EM in Prag, GR, We, mit Siegen über Ernst Gogel, Schweiz, Georgios Petmezas, Griechenland und Luigi Rigamonti, Italien und Niederlagen gegen Matti Siimanainen, Finnland und Nikolai Kotscharski, UdSSR;
- 1948, Silbermedaille, OS in London, GR, We, mit Siegen über J. Dobbelaere, Belgien, Josef Schmidt, Österreich, René Chesneau, Frankreich, Veikko Mannikoe, Finnland u. Henrik Larsen, Dänemark und einer Niederlage gegen Gösta Andersson, Schweden;
- 1950, 5. Platz, WM in Helsinki, GR, We, mit Siegen über Gunnar Henningsen, Dänemark u. René Chesneau u. Niederlagen gegen Gösta Andersson u. Matti Siimanainen;
- 1951, 2. Platz, Welt-Jugendfestspiele in Berlin (Ost), GR, We, hinter Wladimir Jakowljew, UdSSR u. vor Marin Belușica, Rumänien;
- 1952, Goldmedaille, OS in Helsinki, GR, We, mit Siegen über Mahmoud Osman, Ägypten, Haakon Olsen, Norwegen, Anton Mackowiak, Deutschland, Khalil Taha, Libanon und Gösta Andersson;
- 1953, 2. Platz, Welt-Jugendfestspiele in Bukarest, GR, We, hinter Georgi Chatvorjan, UdSSR u. vor Gunnar Henningsen;
- 1953, 2. Platz, WM in Neapel, GR, We, mit Siegen über Gottfried Anglberger, Österreich, Per Berlin, Schweden, Gunnar Henningsen, Franco Benedetti, Italien u. Marin Belușica u. einer Niederlage gegen Georgi Chatvorjan;
- 1955, 9. Platz, WM in Karlsruhe, GR, We, mit Siegen über Vladislav Sekal, Tschechoslowakei und Oddvar Vargset, Norwegen u. einer Niederlage gegen Wladimir Manejew, UdSSR;
- 1956, 1. Platz, Adria-Cup in Opatija, GR, We, vor Stevan Horvat, Jugoslawien und Josef Knebel, Deutschland;
- 1956, 6. Platz, Welt-Cup in Istanbul, GR, We, mit Siegen über Heribert Hofmann, BRD und Gian-Carlo Palmieri, Italien u. Niederlagen gegen Wladimir Manejew u. Mithat Bayrak, Türkei;
- 1956, 7. Platz, OS in Melbourne, GR, We, mit einem Sieg über James Jay Holt, USA und Niederlagen gegen Mithat Bayrak u. Veikko Rantanen, Finnland;
- 1957, 2. Platz, Adria-Cup in Opatija, GR, Mi, hinter Hans Antonsson, Schweden u. vor Branislav Simić, Jugoslawien

## Ungarische Meisterschaften
Miklós Szilvásy gewann folgende ungarische Meisterschaften:
- GR: 1946, Le, 1947, We, 1949, We, 1950, We, 1951, We, 1952, We, 1953, We u. 1957, Mi
- F: 1948, We, 1952, Mi u. 1953, We